# Villaveza del Agua
Villaveza del Agua est une municipalité espagnole de la communauté autonome de Castille-et-León et de la province de Zamora. En 2021, elle compte 179 habitants.